# Ilha Olkhon

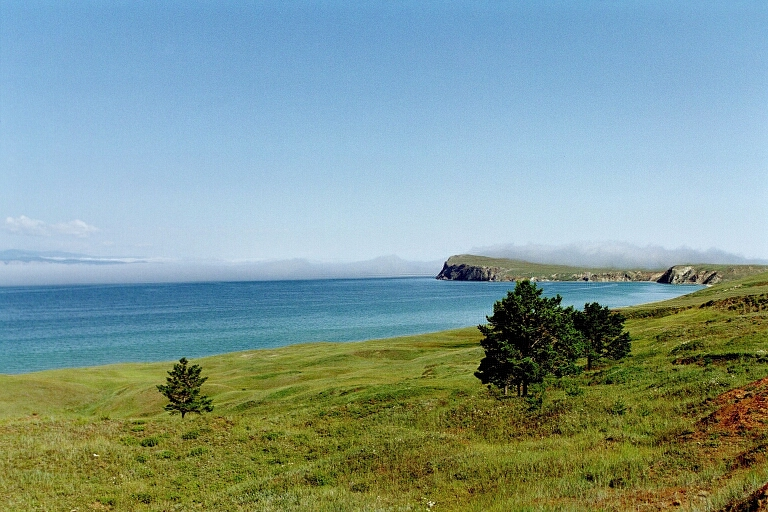
Малое море estreito junto da Ilha Olkhon

A ilha Olkhon (Ольхон, por vezes transliterado como Olchon) é uma ilha da Rússia, no lago Baikal, no sudeste da Sibéria. É a quarta maior ilha em lagos do mundo e a maior no Baikal, com uma área de 730 km².

## Geografia
Olkhon é rica em achados arqueológicos. A costa leste é bordejada por falésias, e o ponto mais elevado (1.276 m de altitude) é o Monte Zhima, 818 m acima do nível da água do lago Baikal. A ilha é suficientemente grande para ela própria ter os seus lagos, e apresenta uma mistura de taiga, estepe e um pequeno deserto. Um profundo estreito separa-a da margem continental.
A atual aparência resulta de milhões de anos de movimentos tectónicos, em que aprofundou o canal entre a margem continental e a ilha.

## População

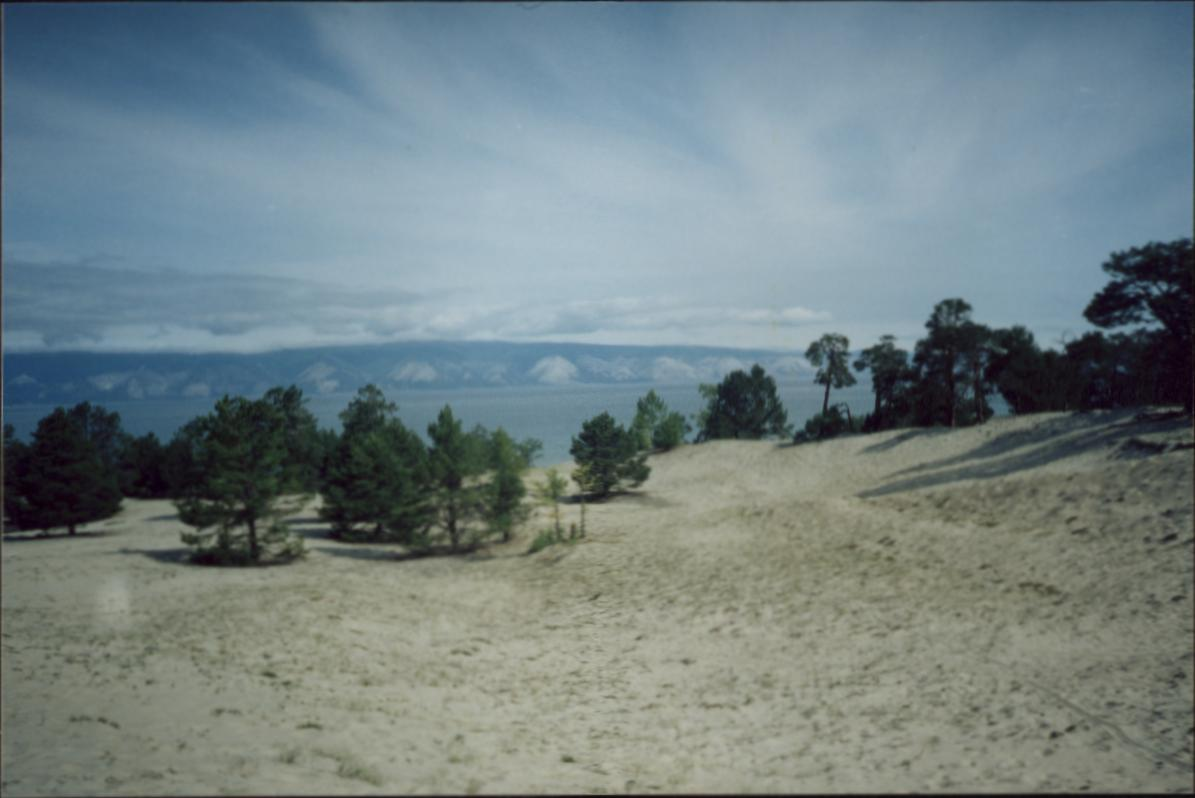
Ilha Olkhon

A ilha tem atualmente menos de 1.500 habitantes, a maioria Buryats, o povo indígena local.
Há vários povoados na ilha: Yalga, Malomorets, Khuzir, Kharantsi, e Ulan-Khushin. Khuzir é a capital administrativa de Olkhon, desde 1987, quando o governo da URSS decretou a proteção ambiental ao Lago Baikal. Khuzir tem 1.200 residentes.

## Economia
É habitada sobretudo por pescadores e agricultores. Começou a existir recentemente uma indústria turística com algum significado em Olkhon, onde se apreciam as paisagens calmas da taiga e estepe siberiana e a tranquilidade do Baikal.

## Marcos turísticos

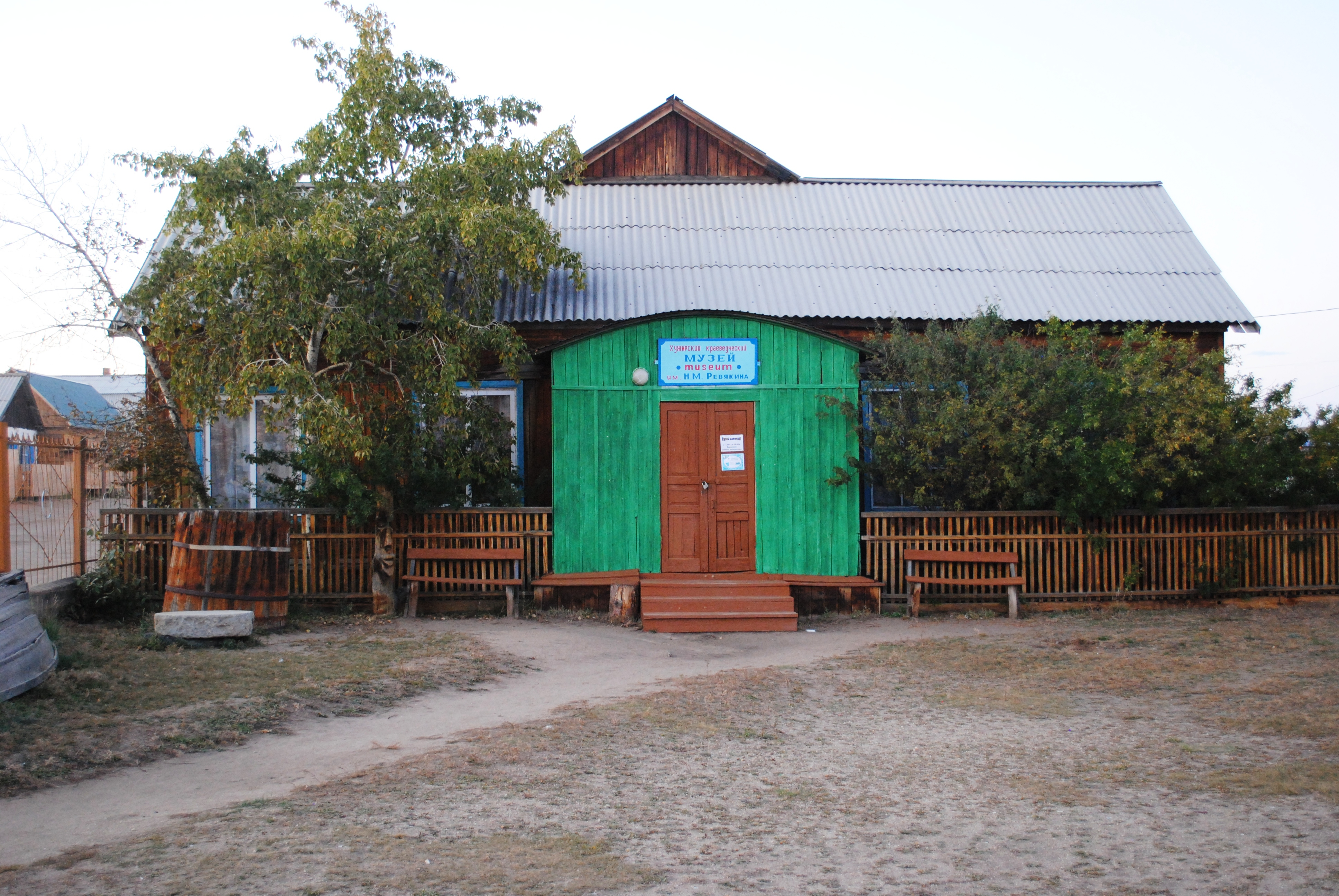
Casa comum nas extremidades de Olkhon

Cape Burkhan, que termina com um penhasco de pico duplo chamado de "Shaman Rock". Este lugar, juntamente com os pilares de oração “Sergee”, estão representados nas fotografias da ilha com mais frequência.
Existem duas excursões principais na ilha: para o cabo Khoboy, o ponto mais ao norte da ilha, e para Ogoy na parte sul da ilha.

## Cultura

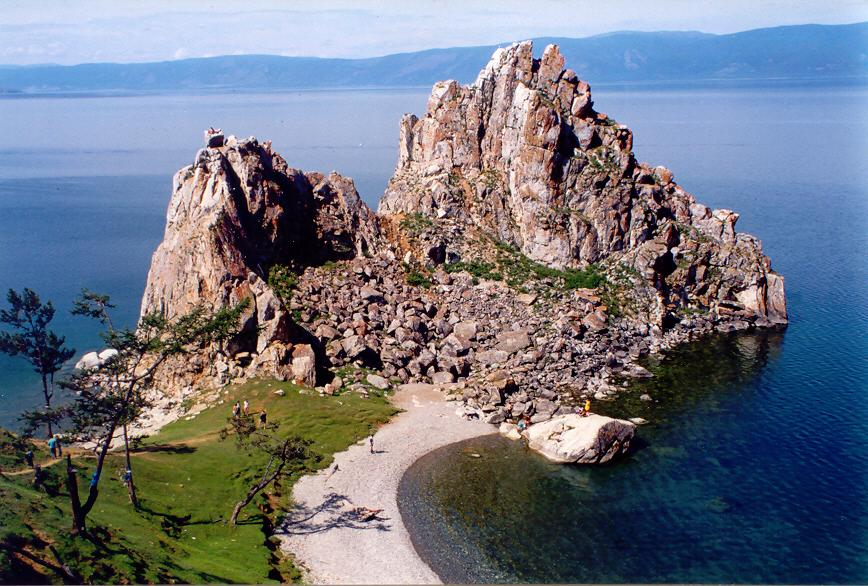
Rocha xamanística em Olkhon, perto de Khuzir

Os Buryats indígenas acreditam que a ilha é um local espiritual, habitado por espíritos nas rochas. Olkhon é um dos centros sagrados para o xamanismo e considerada o centro da cultura Kurumchinskay dos séculos VI-X.